# Vitale Partecipazio
Vitale Partecipazio (prima metà del IX secolo ... – 874 circa) è stato un patriarca cattolico italiano.

## Biografia
La tradizione, basata sull'Origo civitatum Italiae seu Venetiarum di inizio Duecento, lo ritiene figlio di un Ioannaceno Particiaco, e quindi membro della potente stirpe che fu ai vertici del Ducato di Venezia tra il IX e il X secolo. Mancano tuttavia delle conferme documentarie in proposito.
Anche la data dell'elezione a patriarca di Grado non è nota. Sappiamo che il 1º aprile 852 il predecessore Vittore I riceveva il pallio, mentre Vitale ebbe analogo onore il 30 marzo 858; secondo Giovanni Diacono tra i due non vi furono altri patriarchi (un documento attesta un Elia nel febbraio 853, ma si tratterebbe di un falso), quindi appare verosimile l'attribuzione all'856 avanzata dalla storiografia.
Come altri patriarchi prima di lui, Vitale dovette occuparsi delle problematiche scaturite dal sinodo di Mantova dell'827, durante il quale i vescovi del Regno d'Italia avevano riconosciuto la supremazia su Grado del patriarcato di Aquileia, suo eterno rivale. Con questo atto il Ducato veniva sottoposto a un'autorità ecclesiastica esterna ai suoi confini. L'evento, in realtà, non ebbe molte ripercussioni pratiche, se non riguardo al diritto di consacrazione dei vescovi dell'Istria (regione in cui Venezia deteneva grandi interessi economici), che passava al primate aquileiense. I predecessori si erano più volte rivolti ai pontefici, i quali si erano dimostrati disponibili alla revisione del sinodo senza, tuttavia, concretizzare le proposte.
Nell'855 l'imperatore Ludovico II confermò al patriarca di Aquileia Teutimaro i diritti di metropolita sulle diocesi istriane. Vitale reagì rivolgendosi a papa Benedetto III il quale, come già accennato, il 30 marzo 858 gli conferì il pallio, simbolo dell'autorità di arcivescovo.
Nell'863 papa Niccolò I chiamò Vitale a una sinodo a Roma, che avrebbe trattato argomenti diversi dalla disputa. Risulta tuttavia interessante il testo dell'invito poiché, mentre nell'atto di concessione del pallio era stato definito "arcivescovo", qui veniva qualificato come "patriarca"; in aggiunta, l'invito veniva esteso a tutti i vescovi suoi suffraganei, benché non fossero esplicitamente citati quelli istriani. La missiva, quindi, metteva nuovamente in discussione quanto concluso dalla sinodo di Mantova.
Nel decennio successivo non si hanno altre notizie sul suo conto. Potrebbe essere un indizio della collaborazione instaurata con il nuovo doge Orso I Partecipazio (con cui, forse, era imparentato), assai solerte nella difesa degli interessi veneziani in Istria.
Scomparve attorno all'874, lasciando la cattedra a Pietro Marturio.